# Anemone falconeri
Anemone falconeri là một loài thực vật có hoa trong họ Mao lương. Loài này được Thomson mô tả khoa học đầu tiên năm 1852.